# Funzione di Prandtl-Meyer

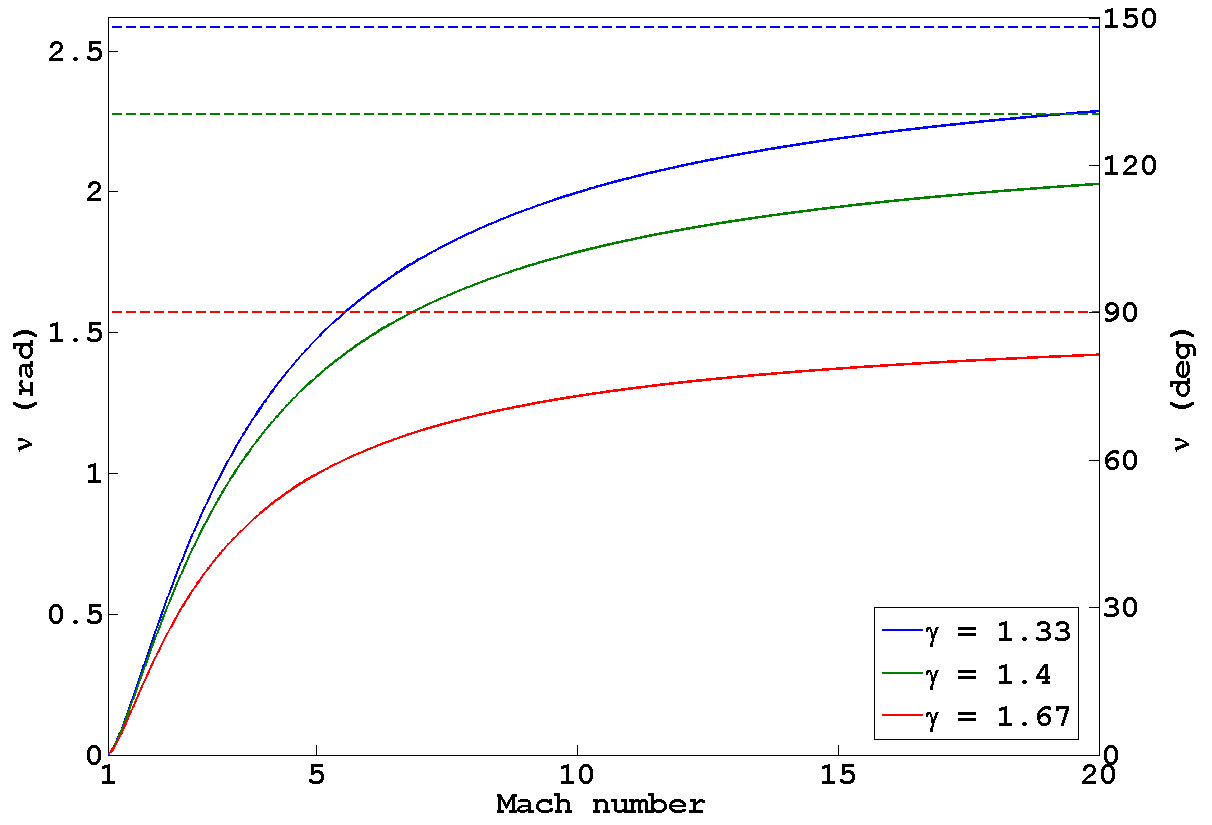
Variazione nella funzione Prandtl-Meyer con numero di Mach e il rapporto tra i calori specifici. Le linee tratteggiate mostrano il valore limite poiché il numero di Mach tende all'infinito.

In aerodinamica la funzione di Prandtl-Meyer descrive l'angolo attraverso il quale un flusso si trasforma isoentropicamente da sonico ({\displaystyle M=1}) a supersonico ({\displaystyle M>1}). L'angolo massimo attraverso il quale un flusso sonico può essere trasformato utilizzando una curva convessa si può calcolare per {\displaystyle M} tendente a {\displaystyle \infty }. Per un gas ideale si esprime come segue:
{\displaystyle {\begin{aligned}\nu (M)&=\int {\frac {\sqrt {M^{2}-1}}{1+{\frac {\gamma -1}{2}}M^{2}}}{\frac {\,dM}{M}}\\[4pt]&={\sqrt {\frac {\gamma +1}{\gamma -1}}}\cdot \arctan {\sqrt {{\frac {\gamma -1}{\gamma +1}}(M^{2}-1)}}-\arctan {\sqrt {M^{2}-1}}\end{aligned}}}
Dove {\displaystyle \nu } è la funzione di Prantl-Meyer, {\displaystyle M} è il numero di Mach e {\displaystyle \gamma } è il rapporto tra i calori specifici del gas.
Per convezione la costante d'integrazione viene scelta in modo tale che {\displaystyle \nu (1)=0}.
Al variare del numero di Mach da {\displaystyle 1} a {\displaystyle \infty }, {\displaystyle \nu } assume valori da {\displaystyle 0} a {\displaystyle \nu _{\text{max}}}, con
{\displaystyle \nu _{\text{max}}={\frac {\pi }{2}}{\bigg (}{\sqrt {\frac {\gamma +1}{\gamma -1}}}-1{\bigg )}}
| Per l'espansione isoentropica,    | {\displaystyle \nu (M_{2})=\nu (M_{1})+\theta \,} |
| Per la compressione isoentropica, | {\displaystyle \nu (M_{2})=\nu (M_{1})-\theta \,} |

dove {\displaystyle \theta } è il valore assoluto dell'angolo attraverso il quale il flusso ruota, {\displaystyle M} è il numero di Mach e i pedici 1 e 2 denotano le condizioni iniziali e finali rispettivamente.